# Dennis Novikov
Dennis Novikov (n. 6 de noviembre de 1993 en Rusia) es un tenista profesional ruso nacionalizado estadounidense.
Novikov, logró su invitación especial al US Open 2012 Sénior, tras ganar el Campeonato Nacional USTA de menores de 18. También ganó el título de dobles (con Michael Redlicki) para asegurar un puesto en el cuadro de dobles del US Open. Dennis llegó a cuartos de final en juveniles del US Open 2010 y ha jugado en el circuito USTA Pro.

En la competición de individuales, derrotó en primera ronda al polaco Jerzy Janowicz por 6-2, 7-6(5), 3-6, 6-3. En la segunda ronda, el estadounidense quedó eliminado del certamen, al perder ante Julien Benneteau —preclasificado N°31— por 6-3, 4-6, 6-7(1), 5-7.

En la competición de dobles, junto con Michael Redlicki eliminaron en primera ronda a la pareja invitada, Bobby Reynolds y Michael Russell por 6-4, 2-6, 7-6(7). Ya en la segunda ronda, perdieron ante los preclasificados N°12, Ivan Dodig y Marcelo Melo por 1-6, 5-7.

## Torneos ATP

### Títulos
| Leyenda                   |
| Grand Slam (0)            |
| ATP World Tour Finals (0) |
| ATP Masters 1000 (0)      |
| ATP World Tour 500 (0)    |
| ATP World Tour 250 (0)    |

### Finalista
| Leyenda                   |
| Grand Slam (0)            |
| ATP World Tour Finals (0) |
| ATP Masters 1000 (0)      |
| ATP World Tour 500 (0)    |
| ATP World Tour 250 (0)    |